# Portal: Revolution
Portal: Revolution est un mod gratuit d'un jeu vidéo de plates-formes et de réflexion en vue à la première personne développé et édité par Second Face Software, basé sur la série de jeu vidéo Portal et Portal 2. Le jeu sort sur Windows via la plateforme Steam le 6 janvier 2024.

## Histoire
Portal: Revolution sert de préquelle à Portal 2, se déroulant après les événements de Portal. Dans le jeu, le joueur assume le rôle d'un sujet de test anonyme dans les laboratoires délabrés d'Aperture Science. Le jeu commence avec le protagoniste réveillé par un noyau de personnalité de maintenance, Stirling, qui lui dit qu'elle est formée au sein d'une « équipe d'intervention d'urgence » et chargée de résoudre une série de tests.
Après les avoir terminés, Stirling révèle qu'il l'a induit en erreur et que son véritable objectif est d'activer un appareil puissant, GLaDOS, qui permettra aux laboratoires d'Aperture de fonctionner pleinement. Il demande donc la coopération du protagoniste en échange de sa libération. Traversant à la fois les zones de maintenance et les chambres d'essais, ils atteignent la «Flèche» (la tour principale) où se trouve une machine de téléportation. Stirling explique que cette machine est l'aboutissement du programme de recherche d'Aperture sur la téléportation, et qu'il va lui permettre en l'utilisant de réassembler et activer GLaDOS. Le protagoniste entre dans la salle de contrôle de la machine et Stirling lui demande de le tester en se téléportant sur une courte distance, mais il fonctionne mal.
Le dysfonctionnement entraîne la téléportation du protagoniste sur une ancienne piste de test expérimental. Là, elle rencontre Emilia Conly, une ancienne employée d'Aperture dont l'esprit a été transféré dans un noyau de personnalité. Conly et le joueur traversent les chambres de tests expérimentaux, atteignant finalement la base de la Flèche. En montant la Flèche, Conly prévient le sujet de test que la réactivation de GLaDOS par Stirling mènera au désastre, car elle avait déjà tué tous les sujets de test lorsqu'elle était éveillée. Conly et le protagoniste naviguent à travers d'autres salles de test, atteignant finalement le sommet de la flèche, où ils rencontrent Stirling. Conly essaie de raisonner Stirling, mais il refuse de changer ses plans, déclarant que l'installation a besoin de GLaDOS.
Après avoir traversé des chambres de test proches de la surface, Conly et le protagoniste atteignent à nouveau la salle de contrôle de l'appareil. Là, ils se battent avec Stirling pour désactiver l'appareil et l'empêcher de réveiller GLaDOS. Pendant le combat, Conly révèle que Stirling était à l'origine un robot aspirateur qu'elle a créé. Conly et le protagoniste réussissent à empêcher Stirling d'utiliser l'appareil, qui explose. Dans une scène post-générique, il est révélé que l'explosion de l'appareil a conduit la Spire à être téléportée sur la lune, bloquant le protagoniste et Conly là-bas. La première s'est évanouie et a été grièvement blessée, ce qui a conduit Conly à la placer dans un coffre-fort lunaire de relaxation à long terme.

## Réception
Portal: Revolution a reçu une note « extrêmement positive » de la part de plus de neuf cents joueurs sur Steam un jour après sa sortie. L'écrivain de PC Gamer, Morgan Park, a déclaré qu'il avait « un niveau élevée de qualité et d'exhaustivité » qui prouvait que « Valve a laissé beaucoup de viande sur l'os avec la série Portal ». Ford James de PCGamesN l'a décrit comme étant « raffiné au point où il pourrait éventuellement s'agir d'un DLC de Valve lui-même ».
Park et Elie Gould de TechRadar ont tous deux complimenté la conception du puzzle, ce dernier louant les puzzles comme n'étant « pas différents » du défi du jeu original,. James a qualifié les énigmes de « toujours fortes », déclarant que la restriction sur les tirs de portails dans la première partie du jeu « est souvent utilisée à bon escient ». Écrivant pour PC Games, l'éditeur Felix Schütz a fait l'éloge des nouveaux mécanismes, affirmant qu'ils contribuaient à garder le jeu à jour.
Gould a déclaré que le jeu avait une « histoire à tomber par terre » qui « correspond bien » aux jeux officiels de Portal. Schütz a décrit son écriture comme « absolument réussie » et impressionnante, mais pas au niveau de Portal 2. Park a critiqué l'écriture de Stirling dans les premiers chapitres, déclarant qu'il n'avait pas réussi à mettre de la « personnalité » dans les sphères de personnalité, mais notant qu'il n'avait pas nui à la qualité globale du mod. James a accepté, disant qu'il était « peut-être l'aspect le plus faible de Revolution », mais a loué le personnage de Conly dans la seconde moitié.
Cependant, Park a complimenté la conception visuelle, déclarant qu'il « ne savait pas que Portal 2 pouvait être aussi joli ». Louant la variété atmosphérique du jeu, Schütz a déclaré que la qualité des environnements l'avait aidé à s'intégrer dans l'univers de Portal.